# Ким Ингълбрет
Ким Сюзан Ингълбрет (на английски: Kim Suzanne Engelbrecht) е южноафриканска актриса, родена на 20 юни 1980, в Белар, Кейптаун, РЮА.

## Ранен живот
Ким Ингълбрет, е родена и отгледана в малко семейство, от 'средната класа, в родния ѝ град Кейптаун, РЮА.
Завършила е основно училище „Валхала“, и средни училища „Elsi`s River” и средно училище „Belhar Senior”.

## Кариера
Ким, прави филмовият си дебют през 1994, в италианския филм „Сара“, базиран върху живота и историята на 12-годишното момиче, инвалид – Сара Гадала Губара, дъщеря на имигранти от Судан, която преплува разстоянието от 35 километра на маратона между остров Капри и Неапол, Италия.
След като завършва училище, Ким, започва работа в местния фитнес-клуб. Един ден на работата й, в залата влиза някакъв човек със снимачен екип, работещ по предаване на „Craz-E”. По време на снимките, той я моли да се яви на прослушване.
На 18-годишна възраст, Ким е избрана за водеща на всекидневното детско предаване по E.TV, „Craz-E”. Ким бива набелязана от канала SABC, чиято продукция е предаването „Take 5”.
През 1999 година, Ким се мести да живее в Йоханесбург, за да се снима в младежкото предаване „Take 5”. Ким е избрана измежду 5000 момичета, явили се на кастинга.
Тогава 18-годишната Ким Ингълбрет, чрез телевизионите си изяви се превръща в най-популярното лице на Южна Африка.
Тя пише и се снима в комедии за Pure Monate Show, и участва в криминалното предаване Zero Tolerance, на SABC2, където играе ролята на Садика, танцьорка-лизбийка.
Ким остава в екипа на „Take 5” до 2004 година – по време, на което, през 2002 година, Ким участва на прослушване за ролята на Лоли, проблемна тийнейджърка, в сапунения сериал на SABC3, „Изидинго“.
Ким, също така се снима и във филми като: Boy Called Twist (2004), The Flyer (2005), и Bunny Chow (2006).
Благодарение на известността си, Ким Ингълбрет, е обявена за почетен посланик на народа си, и има срещи с известни хора, сред които и Нелсън Мандела.
Дори и с такъв успех зад гърба си, Ким си остава скромна, и винаги търсеща начин да се усъвършенства в работата си.

## Филмография
- (1993)	- 'Sarah Sara' (филм на Ренцо Мартинели) – като Сара (главна роля)
- (2003)	- 'Space Tide' (филм на AFDA) – като Джени
- (2003)	- 'A Boy Called Twist' – като Нанси
- (2003)	- 'Blood Hunt' (Нигерийски филм) – като Водната кралица
- (2003)	- 'Sista' (филм на AFDA) – като Лиза
- (2004)	- 'The Flyer' – като Майки
- (2006)	- 'Bunny Chow' – като Ким

## Телевизиони изяви
- (1998-1999) – Craz- E по E-TV – като водещ
- (1999-2004) – Take Five по SABC1 – като водещ
- (2004)	- Play TV по SABC3 – като водещ
- (2004)	- Zero Tolerance по SABC1 – като Садика
- (2003-2004) – Pure Monate Show по SABC1 – като водещ
- Isidingo по SABC3 – като Лоли Ван Онселсън